# 第391警備師 (德國國防軍)
德國國防軍陸軍第391警備師（德語：391. Sicherungs-Division）是納粹德國國防軍陸軍的一個警備師。該師於1944年3月改编自第391戰地教導師。
該師改編後，一直在東線後方，進行警備工作。
該師最後於1945年4月在哈爾伯口袋被圍殲。

## 註腳
1. ↑  Mitcham（2007年）